# Бугера, Александер
Алекса́ндер Буге́ра (нем. Alexander Bugera; 8 августа 1978, Амберг) — немецкий профессиональный футболист и тренер. Играл в качестве защитника в мюнхенской  Баварии, «Унтерхахинге» и «Дуйсбурге».

## Карьера
Бугера прошел через молодежную команду мюнхенской «Баварии» и был переведен в дубль в 1997 году. Он был лучшим бомбардиром команды в сезоне 1997-98, забив девять голов, и получил вызов в основной состав, дебютировав в качестве замены Мехмета Шолля в матче Бундеслиги против Вердера в апреле 1998 года. Он забил еще десять голов за резерв в первой половине следующего сезона и провел еще два матча за основную команду, прежде чем перейти в аренду в Дуйсбург в январе 1999 года. Провел тринадцать матчей за «Дуйсбург» во второй половине сезона, забив один гол, когда клуб занял почетное 8-е место в Бундеслиге. Несмотря на то, что он покинул резерв мюнхенской «Баварии» в середине сезона, он по-прежнему стал лучшим бомбардиром команды второй год подряд.
Его аренда в «Дуйсбурге» была продлена на год, но второй сезон в клубе оказался менее успешным — он сыграл всего двенадцать матчей (снова забив один гол), а «Дуйсбург» финишировал сезон в конце таблицы. Затем он снова отправился в аренду, присоединившись к ближайшему соседу «Баварии» Унтерхахинг.
Первый сезон Бугеры в «Унтерхахинг» был таким же разочаровывающим — он провел всего семь матчей, не забив ни одного гола, и еще вылетев в низшую лигу, когда клуб занял 16-е место в Бундеслиге. Однако он оставался в аренде у клуба на сезон 2001-02, однако теперь он был во Второй Бундеслиге и провел 25 матчей (забив четыре гола), но так и не смог предотвратить второе подряд понижение Унтерхахинга уже в третий дивизион — Южную региональную лигу.
В сезоне 2002-03 Бугера вернулся вернулся в резервную команду Баварии, где он был уже более опытным игроком на фоне Филиппа Лама, Кристиана Лелля и Бастиана Швайнштайгера, которые только начинали свою карьеру в клубе. В конце сезона он навсегда покинул «Баварию», чтобы подписать контракт с "Дуйсбургом, который теперь выступал во Второй Бундеслиге.
Бугера забил девять голов в своем первом сезоне в «Дуйсбурге», но в течение следующих нескольких лет он перешел со своей позиции полузащитники. Он провел 33 матча в сезоне 2004-05, когда «Дуйсбург» занял второе место, получив повышение в Бундеслигу, и 23 матча в следующем году, в котором они заняли последнее место в лиге и снова вернулись во второй дивизион.
Бугера постоянно присутствовал в «Дуйсбурге» в 2006—2007 годах, когда клуб снова вернулся в норму, но он Бугер остаться во втором дивизионе, присоединившись к клубу Кайзерслаутерн в июле 2007 года. Постепенно дела Бугеры и Кайзерслаутерна становились лучше: в 2008—2009 годах он провел 21 матч, когда клуб финишировал седьмым, а в следующем году он пропустил всего одну игру, когда они выиграли 2-ю Бундеслигу и вернулись в высший дивизион после четырехлетнего отсутствия. Их первый год после возвращения был успешным, хотя Бугера был менее востребован — он провел 12 матчей, Он провел 20 матчей в сезоне 2011-12, но это стало катастрофой для клуба — весь сезон они дрейфовали в нижней части таблицы и вернулись во Вторую Бундеслигу.
Бугера закончил профессиональную карьеру футболиста летом 2015 года. В настоящее время тренирует молодежныне составы Кайзерслаутерна.

## Национальная сборная
Бугера принимал участие в чемпионате мира U-17 в Эквадоре в 1995 году, сыграл в трёх матчах в группе D и выбыл с командой на третьем месте турнира. Шесть раз играл за сборную U-21. Во время своего дебюта 17 ноября 1998 года в Аахене в ничьей 2:2 против Нидерландов он также забил свой первый гол, его вторым (во второй игре) стал победный гол 6 февраля 1999 года в Джексонвилле в победе со счетом 1:0 над сборной США (до 23 лет). Затем последовали вылеты против Северной Ирландии (0:1 26 марта; в Белфасте), Шотландии (2:1 — 27 апреля в Меппене), Молдавии (2:0 — 3 июня в Вуппертале) и Финляндии (1:3 — 3 сентября в Лахти).